# Adolphe Declercq
Adolphe Declercq (Moorsele, 1 december 1848 - Brugge, 6 augustus 1901) was een Belgisch advocaat en volksvertegenwoordiger.

## Levensloop
Adolphe Victor Declercq was de zoon van Rigobert Declercq en Pelagie Vuylsteke. Hij trouwde met Elisa Swinnen. Hij behaalde zijn diploma van doctor in de rechten in 1871. Het jaar daarop schreef hij zich in aan de Balie van Brugge en bleef advocaat tot aan zijn dood. Hij werd stafhouder in 1894-1896. Hij werd ook plaatsvervangend krijgsauditeur, rechter en handelsrechter.
In 1878 werd De Clercq gemeenteraadslid van Brugge en in 1898 schepen. Hij was ook provincieraadslid van 1879 tot 1888 en volksvertegenwoordiger voor de katholieke partij van 1888 tot 1900. Hij was commissaris van de Maatschappij van Brugse Zeevaartinrichtingen en bestuurslid van de Berg van Barmhartigheid. Hij was ondervoorzitter van de katholieke kiesvereniging 'La Concorde' en van de Katholieke Associatie. Hij zetelde in de beheerraad van het koninklijk atheneum in Brugge en was lid van de toezichtsraad op de krankzinnigengestichten in het arrondissement Brugge. 
Hij was van 1879 tot 1886 bestuurslid van het Genootschap voor Geschiedenis te Brugge.